# ナタリア・ルイコワ
ナタリア・ルイコワ・ジューコワ（Natalya Rykova Zhukova, 1980年3月29日 - ）は、カザフスタン共和国アルマトイ出身のカザフスタンの女子バレーボール選手。ポジションはミドルブロッカー。カザフスタン代表。

## 来歴
1993年からバレーボールを始める。
1997年にカザフスタン代表に初選出され、アジア競技大会、アジア選手権などに出場した。2005年のアジア選手権では初の銀メダル獲得の原動力となった。2006年の世界選手権で世界三大大会初出場を果たした。2007年のワールドグランプリ、2008年の北京五輪世界最終予選にも中心選手として活躍し、初の五輪出場を果たした。北京五輪後も代表として活動し、2010年の世界選手権に2大会連続で出場した。また、広州アジア大会では銅メダルを獲得した。
ダブルネーム（二重姓）であるが2007年から国際大会の登録名をルイコワからジューコワに変えている。

## 球歴
- 1998年アジア大会 4位
- 2002年アジア大会 6位
- 2003年アジア選手権 4位
- 2005年アジア選手権 2位
- 2006年ボリス・エリツィン杯 5位
- 2006年世界選手権 17位
- 2006年アジア大会 6位
- 2007年ワールドグランプリ 10位
- 2007年アジア選手権 5位
- 2008年北京五輪世界最終予選 5位
- 2008年ワールドグランプリ 12位
- 2008年北京五輪 9位
- 2009年アジア選手権 5位
- 2010年世界選手権 21位
- 2010年アジア大会 3位

## 所属クラブ
- Volley Ball Club de Riom　（2001-2002年）
- Azerrail Baku （2002-2003年）
- Besiktas Istanbul （2005-2006年）
- Rahat （2005-2006年）
- ディナモ・モスクワ（2006-2007年）
- Rahat （2006-2007年）
- Iller Bankasi　（2007-2008年）
- A.O. Markopoulo　（2008年-）